# Théo Giral
Pour les articles homonymes, voir Giral (homonymie).
Pas d'image ? Cliquez ici

a Compétitions nationales et continentales officielles uniquement.

Dernière mise à jour le 1 juillet 2025.
Théo Giral, né le 4 février 2003, est un joueur français de rugby à XV. Il évolue au poste de demi d'ouverture.
Après des débuts à l'US Annecy de 2006 à 2010, il rejoint le club de l'ASM Clermont Auvergne avec lequel il fait ses débuts professionnels en 2024 et joue jusqu'en 2025.

## Biographie

### Jeunesse et formation
Gabin Michet naît le 4 février 2003. Son père et son grand-père ont pratiqué le rugby à XV et transmettent cette passion à Théo qui commence lui aussi ce sport à l'US Annecy dès ses trois ans. Par la suite, il rejoint l'ASM Clermont Auvergne à partir de 2010 et intègre ensuite son centre de formation. En novembre 2020, la Fédération française de rugby annonce qu'il fait partie du groupe Pôle France pour la saison 2020-2021. À partir de l'été 2020, il s'entraîne avec l'effectif professionnel du club clermontois, dirigé par Franck Azéma, alors qu'il n'est âgé que de dix-huit ans,. Durant la pré-saison 2021-2022, il dispute un match amical contre le Lyon OU. En cours de saison, il voit son contrat être prolongé
Il prend également part à des sélections avec les équipes de France des moins de 16 et 17 ans et participe à des stages avec l'équipe de France des moins de 20 ans, étant surclassé, mais ne connaît pas de capes à cause de la pandémie de Covid-19,,,. Début 2022, il est convoqué dans un groupe élargi afin de préparer le Tournoi des Six Nations des moins de 20 ans. Il ne fait pas partie du groupe final mais est retenu en cours de Tournoi pour préparer le match contre l'Écosse qu'il ne dispute finalement pas. De plus, il prend également part aux entraînements du XV de France senior à cette période.
En parallèle au rugby, il est étudiant à l'ESC Clermont Business School.

### Début de carrière à l'ASM Clermont Auvergne (2024-2025)
Au mois de janvier 2024, il est retenu pour la première fois par Christophe Urios sur une feuille de match de l'équipe professionnelle de l'ASM Clermont Auvergne lorsqu'il est nommé remplaçant à l'occasion d'un déplacement sur la pelouse de l'équipe géorgienne des Black Lion en Challenge Cup,. Le mois suivant, il figure pour la première fois dans les vingt-trois joueurs retenus pour un match de Top 14 contre l'Aviron bayonnais mais il n'entre pas en jeu,. En mars, il dispute finalement ses premières minutes dans la compétition lors d'une large défaite sur le terrain du Stade rochelais. En fin de saison, il couvre à plusieurs reprises le poste de demi de mêlée en tant que remplaçant après des blessures dans l'effectif alors qu'il est formé au poste de demi d'ouverture,,. Au total, il est retenu sur douze feuilles de matchs mais n'entre en jeu qu'à huit reprises, inscrivant quatre points pour sa première saison avec l'équipe professionnelle.
Pour la saison 2024-2025, il est désormais le troisième demi d'ouverture de l'effectif derrière Benjamín Urdapilleta et Anthony Belleau après le départ de Jules Plisson,. Dès la deuxième journée de Top 14, il est sollicité en tant que remplaçant pour un match à l'extérieur au Racing 92. Par la suite, à partir du mois de décembre, il enchaîne les feuilles de match en l'absence d'Anthony Belleau,. Il est nommé remplaçant contre le Benetton Trévise, pour son premier match de Champions Cup. Puis, il est présent sur les cinq feuilles de match suivantes en tant que remplaçant, entrant en jeu à quatre reprises. Au total, il dispute six matchs, tous en tant que remplaçant, et inscrit trois points cette saison. Étant en fin de contrat avec l'ASM Clermont, il n'est pas conservé,.
À partir de la saison 2025-2026, il est annoncé qu'il rejoint le club de Colomiers Rugby en Pro D2.

## Statistiques en club
| Saison             | Club               | Championnat | Championnat | Championnat | Championnat | Championnat | Championnat | Championnat | Compétitions de l'EPCR | Compétitions de l'EPCR | Compétitions de l'EPCR | Compétitions de l'EPCR | Compétitions de l'EPCR | Compétitions de l'EPCR | Compétitions de l'EPCR |
| Saison             | Club               | Compétition | M           | Pts         | Ess.        | Tr.         | Pén.        | Dp.         | Compétition            | M                      | Pts                    | Ess.                   | Tr.                    | Pén.                   | Dp.                    |
| ------------------ | ------------------ | ----------- | ----------- | ----------- | ----------- | ----------- | ----------- | ----------- | ---------------------- | ---------------------- | ---------------------- | ---------------------- | ---------------------- | ---------------------- | ---------------------- |
| 2023-2024          | ASM Clermont       | Top 14      | 6           | 4           | -           | 2           | -           | -           | Challenge Cup          | 2                      | -                      | -                      | -                      | -                      | -                      |
| 2024-2025          | ASM Clermont       | Top 14      | 3           | 3           | -           | -           | 1           | -           | Champions Cup          | 3                      | -                      | -                      | -                      | -                      | -                      |
| Total ASM Clermont | Total ASM Clermont | Top 14      | 9           | 7           | 0           | 2           | 1           | 0           | Compétitions EPCR      | 5                      | 0                      | 0                      | 0                      | 0                      | 0                      |

## Palmarès
Néant